# Virginia Frances Sterrett
Virginia Frances Sterrett, née en à Chicago, Illinois, en 1900 et morte le 8 juin 1931, est une artiste et illustratrice américaine.

## Biographie
Jeune fille introvertie, Virginia vécut avec sa famille au Missouri après la mort de son père. Elle gagna plusieurs récompenses aux Kansas State Fair (c. 1913). De retour dans sa ville natale, elle entra à l'Institut Artistique (The Art Institute of Chicago) avec une bourse complète mais elle dut le quitter pour s'occuper de sa mère malade et de sa famille en travaillant comme illustratrice dans des agences de publicité.
En 1919, Virginia Frances Sterrett reçoit sa première commande à l'âge de 19 ans. En effet, Penn Publishing Company lui demande d'illustrer Old French Fairy Tales (1920) d'après la Comtesse de Ségur. Puis Penn Publ. lui demande d'illustrer Tanglewood Tales (1921). Durant la même période, elle apprend être malade de la tuberculose.
En 1923, toute sa famille déménage en Californie, à Altadena. Malgré sa maladie, elle parvient à illustrer Arabian Nights en 1928, un travail qui lui prit trois ans et qui est considéré comme son chef-d'œuvre.
En 1930, elle commença à travailler sur Myths and Legends, mais elle mourut de tuberculose le 8 juin 1931 à l'âge de trente ans.

## Œuvres illustrées
Les trois livres suivants, illustrés par Virginia Frances Sterrett, ont été publiés par Penn Publishing Company.
- Old French Fairy Tales, Comtesse de Ségur, 1920
- Tanglewood Tales, Nathaniel Hawthorne, 1921
- Arabian Nights, 1928

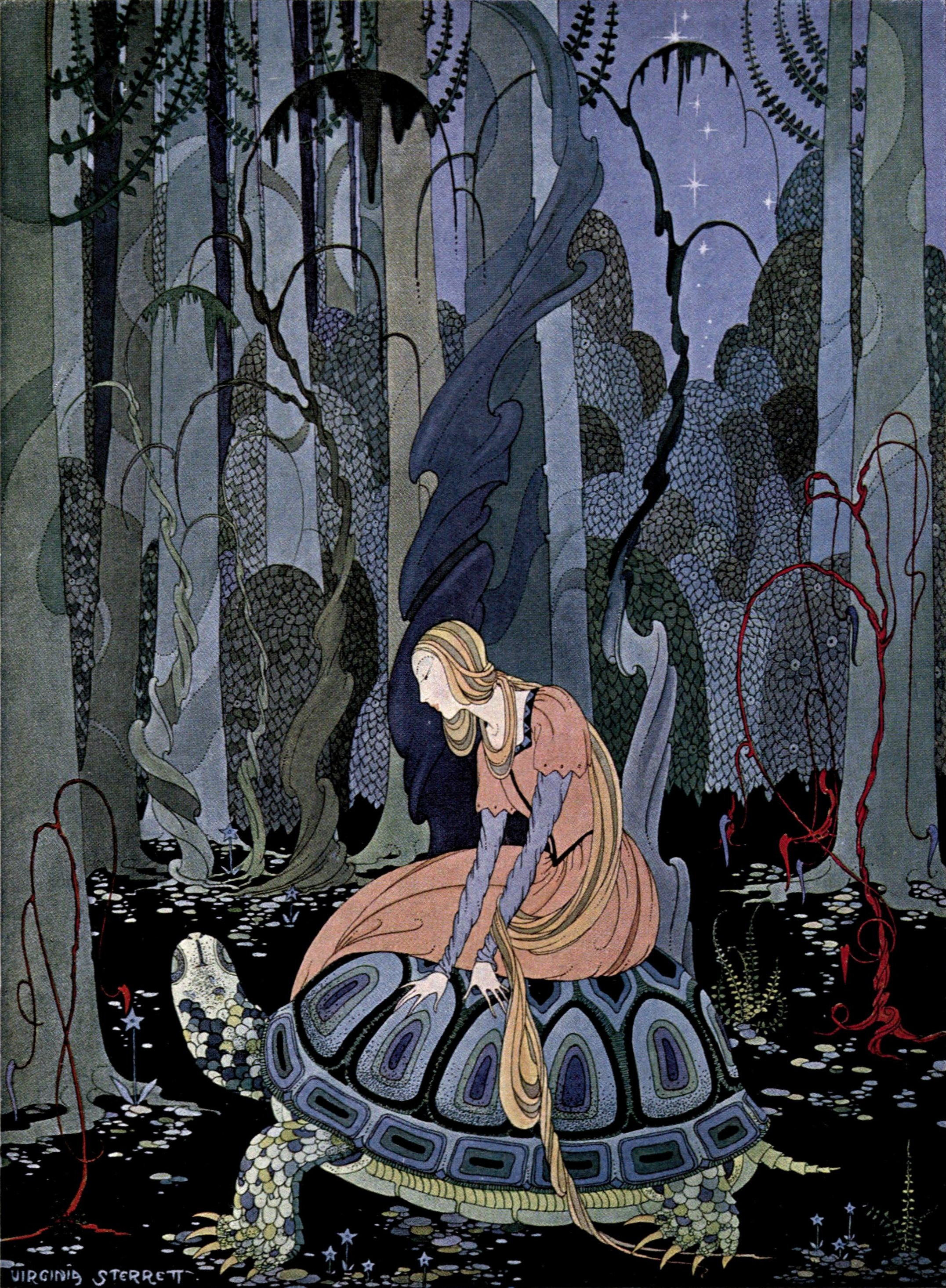
Illustration issue de Old French Fairy Tales.
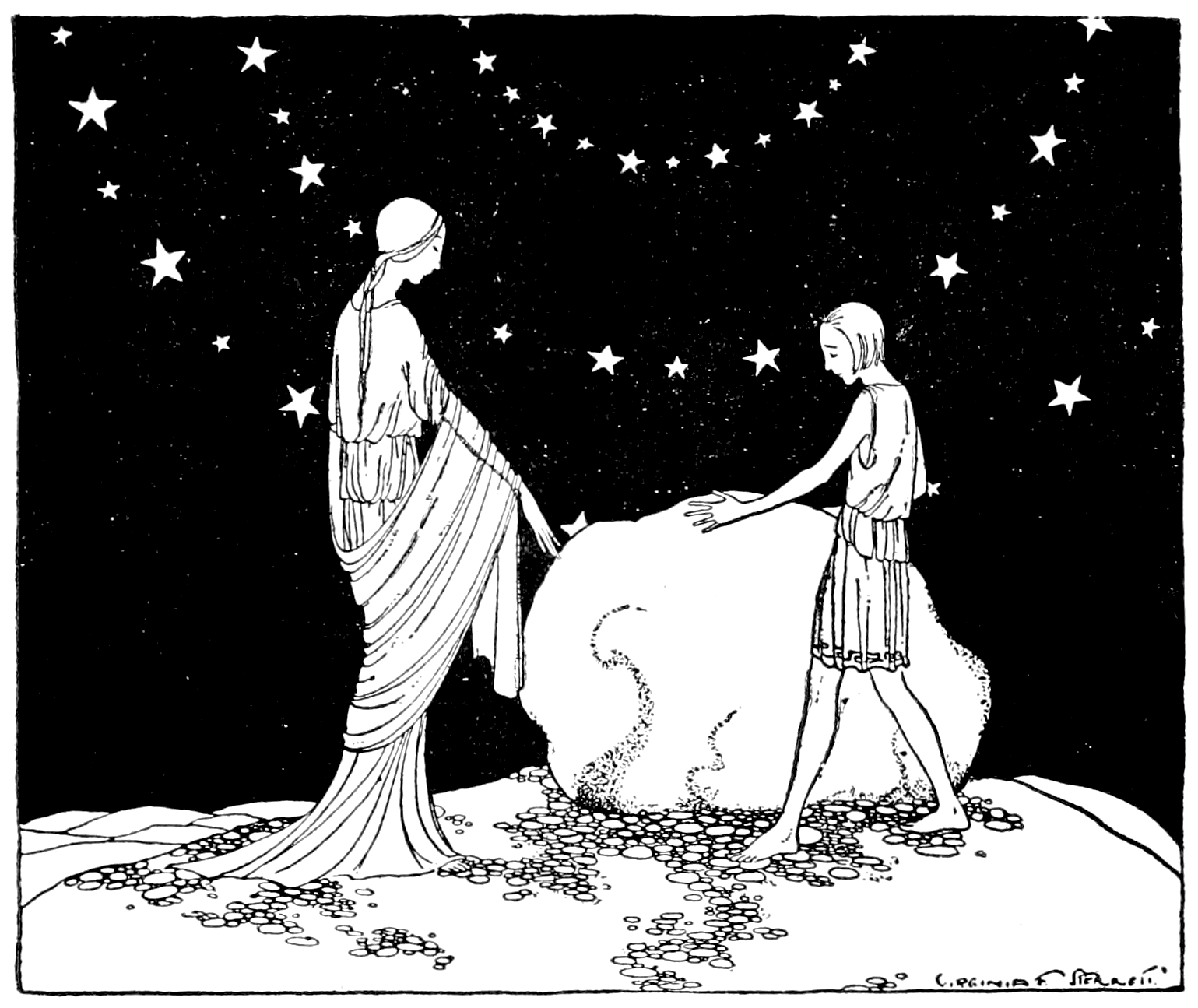
Illustration issue de Tanglewood Tales.
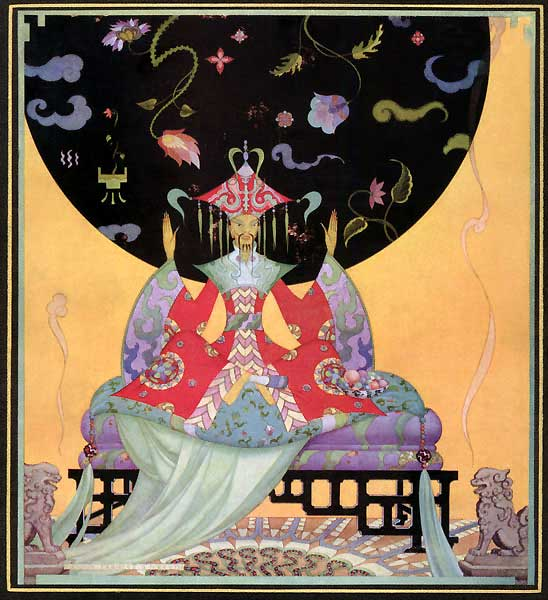
Illustration issue de Arabian Nights.